# Тахаутдинов, Шафагат Фахразович
Шафагат Фахразович Тахаутдинов (тат. Шәфәгать Фәхрәзи улы Тәхәветдинев; род. 23 апреля 1946, Абдрахманово, Татарская АССР) — бывший генеральный директор (июнь 1999 — ноябрь 2013) ОАО «Татнефть» и президент ХСК «Ак Барс» (2004—2016), депутат Государственного Совета Республики Татарстан.

## Образование
- Окончил Октябрьский Нефтяной Техникум по специальности «Бурение нефтяных и газовых месторождений».
- Окончил Московский институт нефтехимической и газовой промышленности по специальности «Технология и комплексная механизация разработки нефтяных и газовых месторождений».
- Доктор экономических наук.

## Карьера
- В 1965—1978 годах — помощник бурильщика Альметьевского управления буровых работ, оператор по добыче нефти, мастер подземного ремонта скважин, начальник цеха.
- В 1978—1985 годах — начальник управления «Джалильнефть», начальник нефтегазодобывающего управления «Альметьевнефть».
- В 1985—1990 годах — первый секретарь Лениногорского городского комитета КПСС.
- С 1990 года — главный инженер — первый заместитель гендиректора АО «Татнефть».
- В 1995 году — депутат Государственного Совета Татарстана I созыва от округа № 93 (Территориальный Нефтяной). Баллотировался как независимый кандидат. Член Комиссии Госсовета по вопросам экономического развития и реформ.
- С мая 1997 года — член Совета банка «Зенит».
- С 21 июня 1999 года по ноябрь 2013 — генеральный директор ОАО «Татнефть».
- С июля 1999 года — член Совета директоров банка «Ак Барс» (Казань).
- В 1999 году — председатель Совета директоров ОАО «Нижнекамский НПЗ».
- В 2000 году — член Совета директоров ОАО «РИТЭК».
- С июля 2000 года — председатель совета директоров ОАО «Нижнекамскшина».
- В 2000—2004 годах — депутат Государственного Совета Республики Татарстан II созыва.
- С марта 2004 года — депутат Государственного Совета Республики Татарстан III созыва.
- В 2004—2016[1] годах — президент ХСК «Ак Барс», президент Федерации хоккея Татарстана.
- С марта 2009 года — депутат Государственного Совета Республики Татарстан IV созыва. Член фракции «Единая Россия» в Государственном Совете Республики Татарстан и член Комитета по экологии, природопользованию и аграрным вопросам.
  - С 1 октября 2014 года прекращены депутатские полномочия[2].

## Награды и достижения
- Орден «За заслуги перед Отечеством» III степени (28 июля 2011) — за большой вклад в развитие нефтяной промышленности и многолетний добросовестный труд[3],
- Орден «За заслуги перед Отечеством» IV степени (24 апреля 2006) — за большой вклад в развитие нефтяной промышленности и многолетний добросовестный труд[4],
- Орден Почёта (26 января 2017) — за достигнутые трудовые успехи, активную общественную деятельность и многолетнюю добросовестную работу[5],
- Орден Дружбы (22 декабря 1999) — за заслуги перед государством, многолетний добросовестный труд и большой вклад в укрепление дружбы и сотрудничества между народами[6],
- Орден Трудового Красного Знамени,
- Медаль «В память 300-летия Санкт-Петербурга»
- Медаль «В память 1000-летия Казани»
- Юбилейная медаль «За доблестный труд. В ознаменование 100-летия со дня рождения Владимира Ильича Ленина»,
- Заслуженный работник нефтяной и газовой промышленности Российской Федерации (20 августа 1993) — за достигнутые трудовые успехи и многолетнюю работу в производственном объединении «Татнефть» имени В. Д. Шашина[7],
- Благодарность Президента Российской Федерации (29 декабря 2006 года) — за заслуги в подготовке и проведении встречи глав государств и правительств стран — членов «Группы восьми» в городе Санкт-Петербурге[8]
- Благодарность Президента Российской Федерации (30 мая 2012 года) — за достигнутые трудовые успехи и многолетнюю добросовестную работу[9]
- Лауреат премии Правительства Российской Федерации в области науки и техники,
- Орден «За заслуги перед Республикой Татарстан» (24 апреля 2006 года) — за значительный вклад в развитие нефтяной промышленности, многолетний плодотворный труд на благо Республики Татарстан[10].
- Орден «Дуслык» (2016 год) — за многолетний плодотворный труд и значительный вклад в развитие нефтяной промышленности республики[11].
- Медаль «В ознаменование добычи трехмиллиардной тонны нефти Татарстана»,
- Заслуженный нефтяник Республики Татарстан,
- Лауреат Государственной премии Республики Татарстан в области науки и техники (1996),
- Почётная грамота Республики Татарстан,
- Заслуженный работник Минтопэнерго России.
- Орден «Аль-Фахр» II степени (Совет муфтиев России, 2005)

В рейтинге высших руководителей — 2010 газеты «Коммерсантъ» занял VII место в номинации «Топливный комплекс».